# Nudez

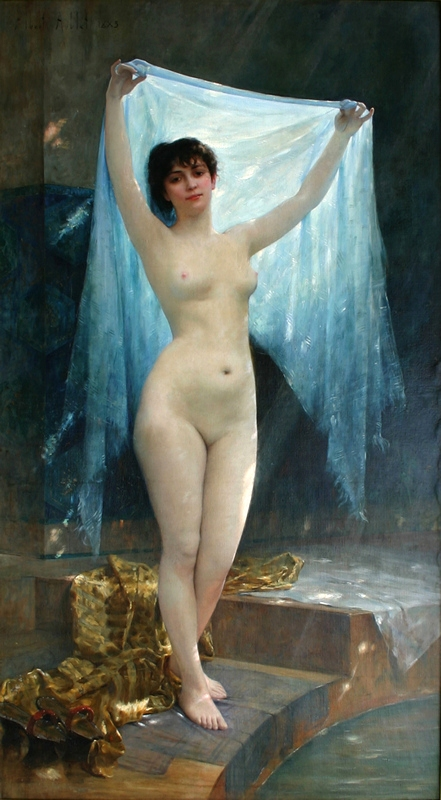
Une Beauté Orientale (Albert Aublet, óleo sobre tela, 1888)

A nudez ou o nu é a condição ou estado pessoal em que totalmente encontra-se uma pessoa sem nada acobertando o seu corpo. É usado por vezes para designar o uso de menos roupa do que o esperado por uma convenção cultural, particularmente no que se refere à exposição das partes íntimas, torso ou membros.
O conceito relaciona-se com a vergonha, embora tenha sua independência como sentimento. Pode também resultar numa sugestão sexual. A nudez depende essencialmente de localização espacial e temporal, podendo ir de extremos como a nudez apenas no caso da ausência de aparatos ou proteção de genitálias até o caso das religiões que consideram mulheres sem véu protetor como "nuas".
Há também o chamado nu artístico, que consiste na reprodução (pictórica ou escultural) de uma pessoa sem vestimentas.

## Perspectiva história

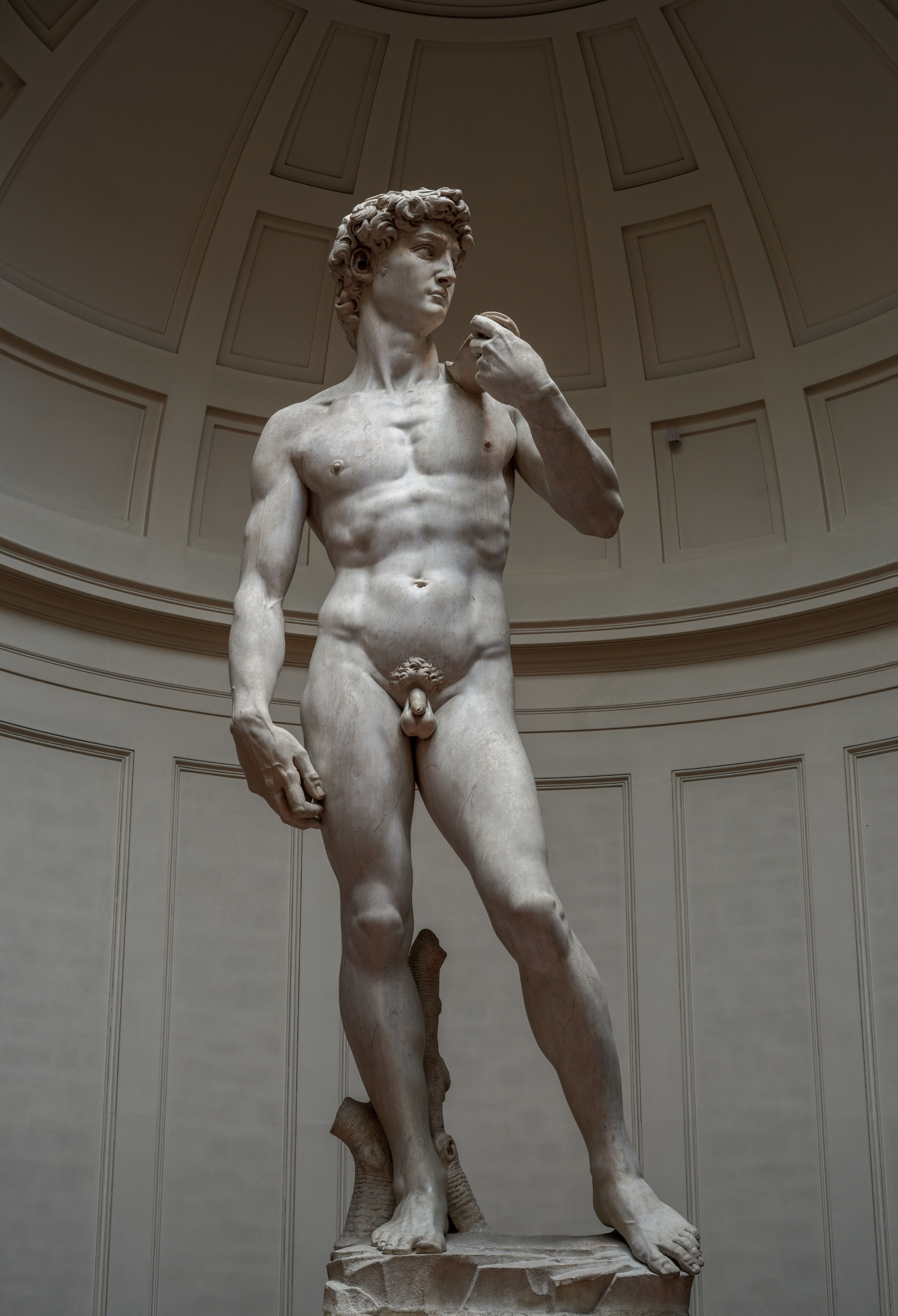
Rei David representado por Miguel Ângelo.

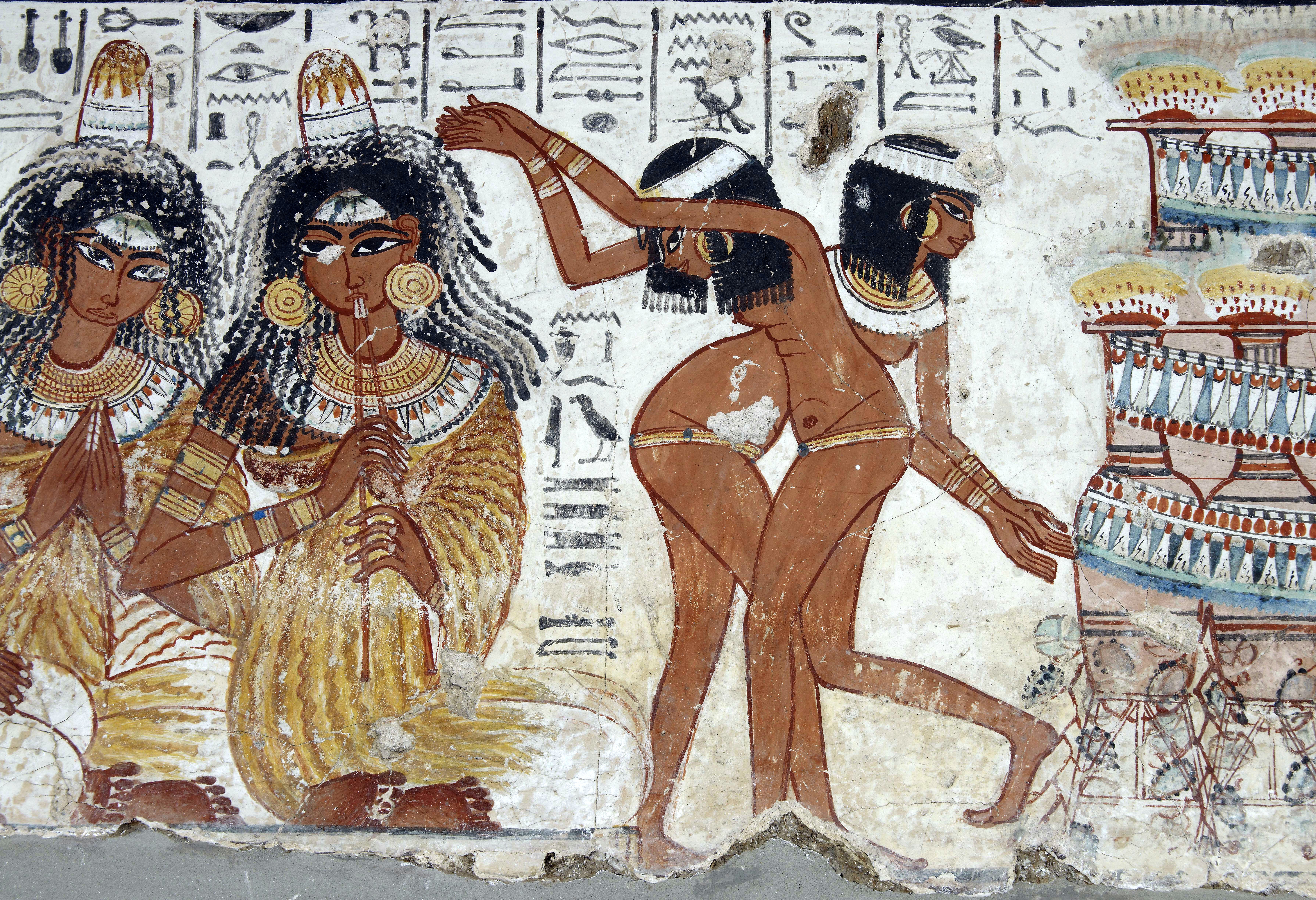
Uma representação artística de nudez do Egito Antigo.

De acordo com estudos arqueológicos, o uso de peles começou no período paleolítico há aproximadamente 72 mil anos atrás.
No Egito Antigo, as crianças viviam nuas até o início da puberdade, homens costumavam andar com o torso descoberto, mulheres costumavam fazer espetáculos nuas.
Em algumas regiões da Grécia Antiga, tais como Minoa e Esparta, a nudez era muito bem aceita. Os soldados espartanos combatiam nus. Também nos Jogos Olímpicos os atletas competiam nus e os juízes estavam geralmente despidos: era uma forma de verificar que não havia mulheres presentes nestas cerimônias sagradas. A palavra ginásio significa local de nudez. Na época do Império Romano a nudez era habitual nos banhos públicos. No entanto, a exposição de um corpo nu fora destes contextos era considerada humilhante.
Até ao início do século VIII, os baptismos cristãos eram feitos com a pessoa baptizada nua e imersa em água, como símbolo de um novo nascimento. O desaparecimento desta prática acentuou uma certa conotação sexual com a nudez.
Durante a época vitoriana, a nudez era considerada obscena, existindo nas praias equipamento para mudança de fatos-de-banho que permitia trocar de roupa sem expor o corpo nu ao olhar de espectadores.
Na actualidade, a nudez não é geralmente aceita nas sociedades, com a excepção da nudez artística. Todavia, existem excepções, tanto para certas partes do corpo (o torso nu do homem é exposto em quase todas as sociedades sem levantar questões acessórias), como para situações onde a nudez é vista como necessária.

## Terminologia
A nudez pode ser dividida em parcial ou total, dependendo do grau de exposição das partes íntimas. Nudez parcial é quando se usa apenas roupas íntimas ou quando algumas dessas partes está descoberta. A exposição de partes íntimas que não sejam os genitais ou o ânus, também é considerada nudez parcial embora seja tratada de forma semelhante à nudez total. Na hipótese de os seios femininos ficarem a descoberto, por exemplo, deu-se até um nome específico: topless. A nudez total é a completa ausência de roupas, bem como a exposição de todas as partes íntimas do corpo humano, mas considera-se a exposição de genitais mesmo que o corpo não esteja despido.

## Nudez na sociedade

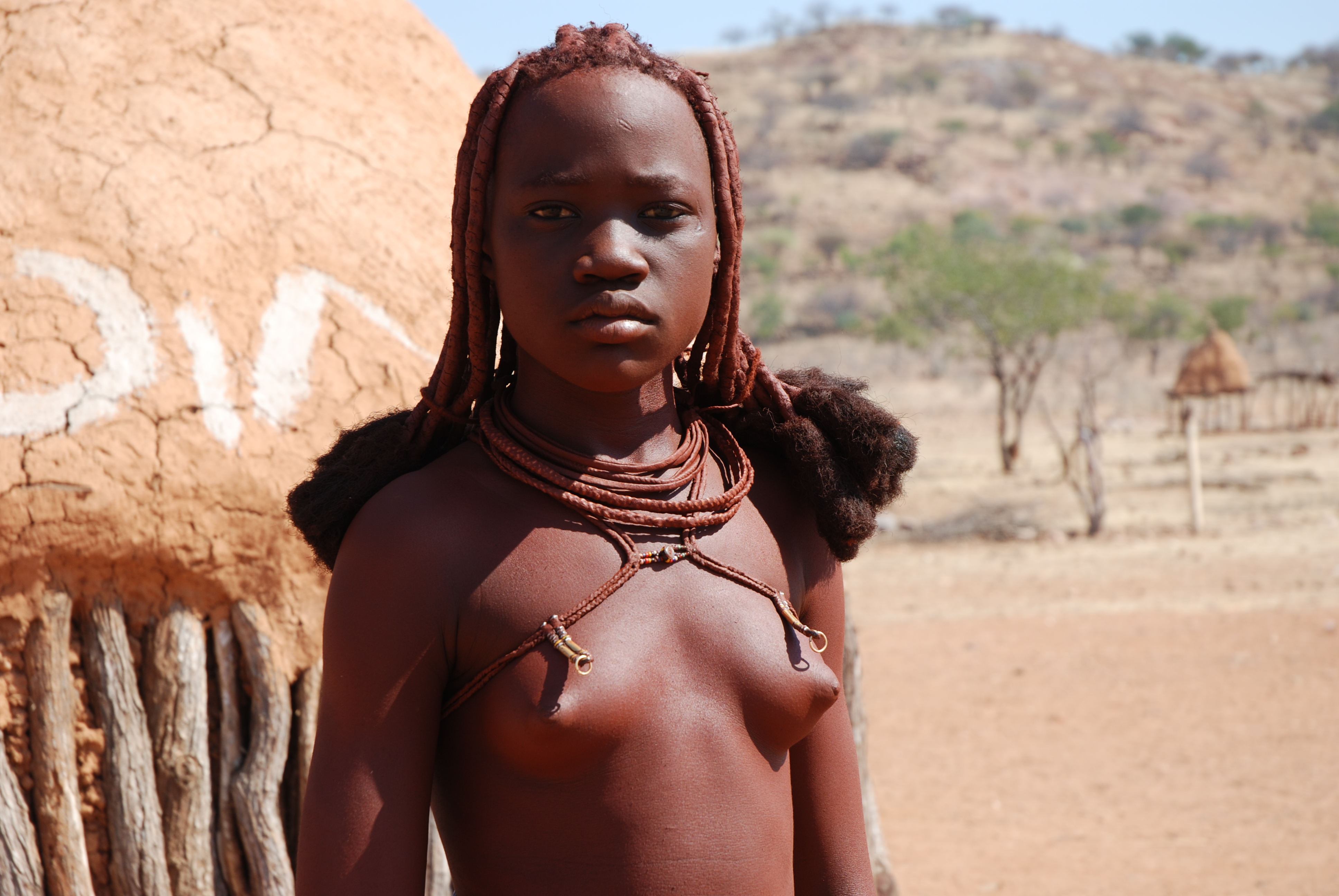
Mulher da tribo Himba na Namíbia.

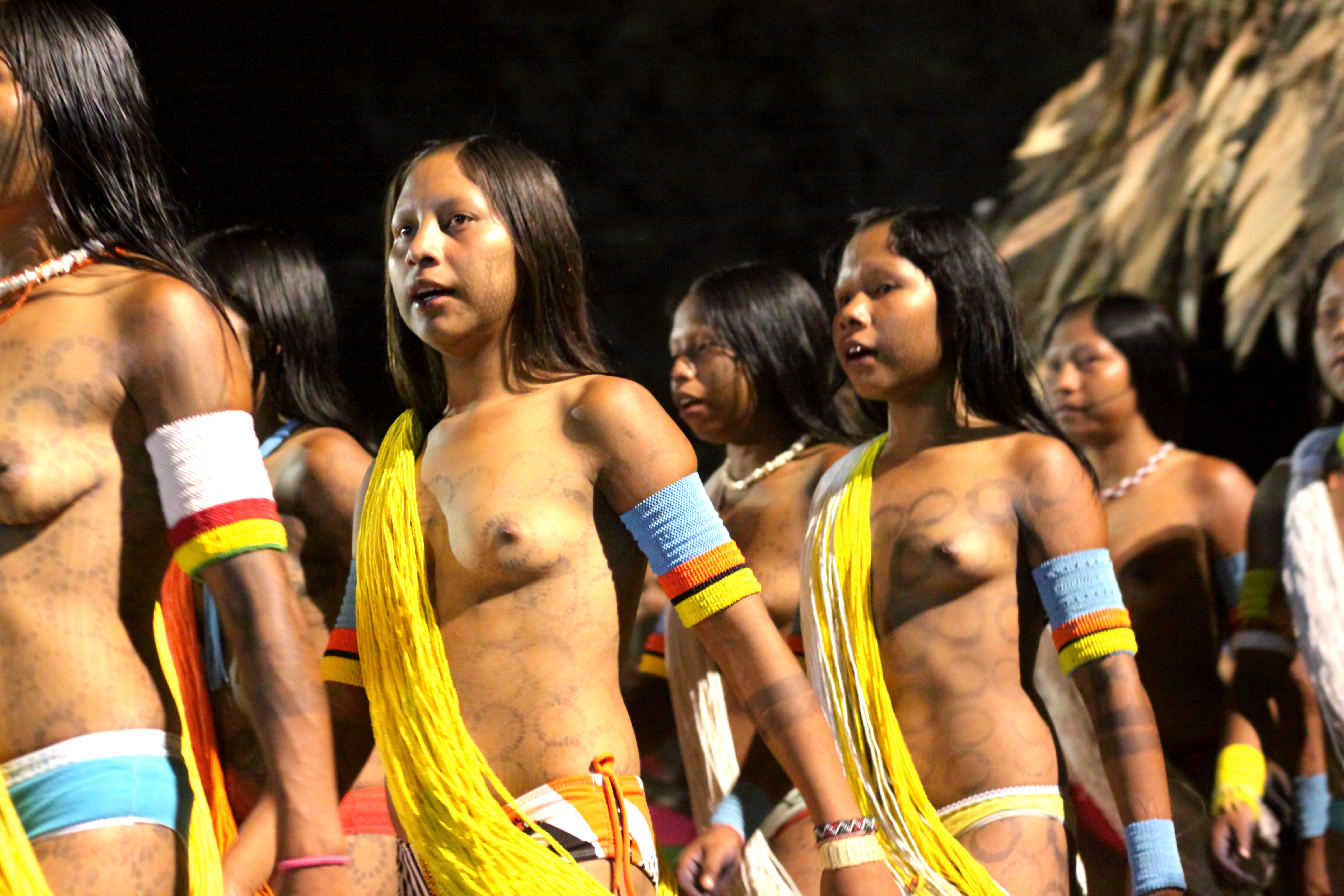
Índios Caiapós no Brasil.

Alguns indígenas ainda vivem nus, a maioria dos grupos de indígenas estão localizados na América, na África, na Ásia e na Oceania, na época da Antiguidade eram comum as sociedades civilizadas da Europa Meridional ter o costume de viverem nus. 
Na África a nudez é praticada por alguns indígenas da África Subsaariana, na Ásia a nudez era praticada por alguns povos da Índia, da Tailândia entre outras localidades; e na Europa Meridional era praticado pelas sociedades das civilizações antigas, como exemplos, os soldados espartanos, persas, indianos e romanos combatiam totalmente nus, sem nenhuma vestimenta, os atletas olímpicos da Antiguidade competiam nus também, por mais que alguns historiadores, como os do Museu Britânico discordam da ideia popular de que os gregos antigos tinham o hábito de viver nus, para a Grécia Helênica o corpo nu era um elo de ligação à natureza e à cultura.
No Brasil, atualmente todos os índios do Xingu vivem pelados, durante a época da colonização, muitos índios que habitavam o litoral do território onde o Brasil está localizado atualmente viviam nus, os índios passaram a vestir roupas muito recentemente, quando passaram-se a cuidar dos índios, como distribuírem roupas de doação em terras indígenas.
Na sociedade, devido à valorização do pudor, a nudez é fortemente relacionada à sexualidade, por isso, costuma ser aceita apenas em determinadas situações, porém essa valorização do pudor no trecho da Bíblia sobre Adão e Eva, segundo o trecho, o primeiro casal criado por Deus – não tinham vergonha de sua nudez. A vergonha só teria surgido depois que eles comeram o fruto proibido da árvore do “conhecimento do bem e do mal”. Só então eles se deram conta de que estavam nus e tiveram vergonha de seus corpos.

## Nudez pública

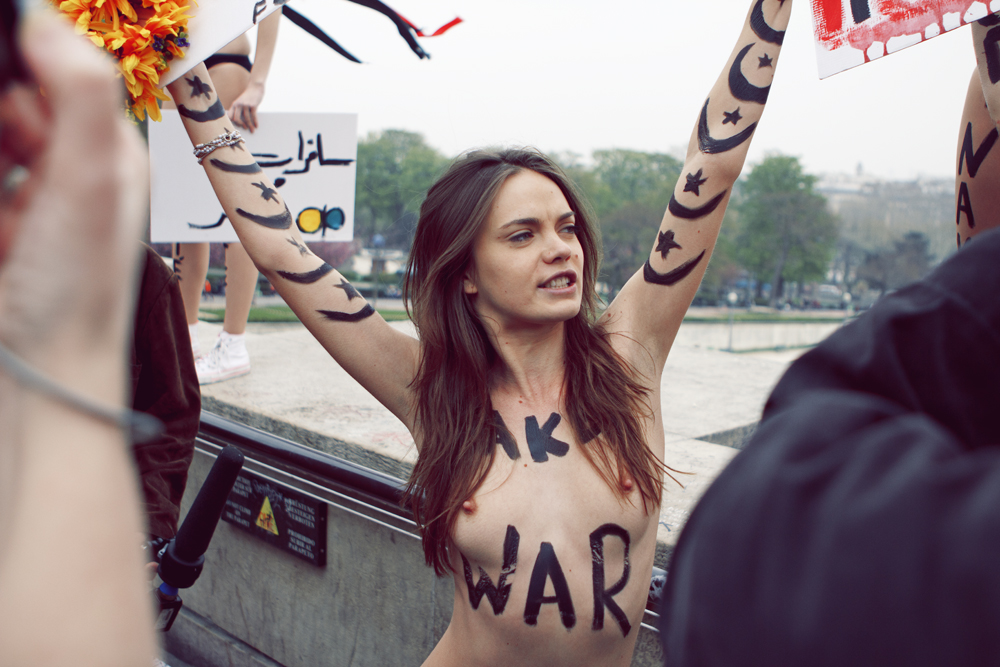
Protesto ativista do grupo feminista FEMEN.

A nudez pública varia dependendo de cada legislação, cultura, do horário, do contexto e da atividade, a maioria das sociedades adotam a nudez como exceção e não como uma regra.
Algumas legislações permitem nudez parcial ou total em determinados lugares, principalmente em parques ou praias, esses espaços podem ser abertos ou reservados somente a praticantes. Também pode ser permitido nudez em determinados eventos organizados por grupos, ou eventos fotográficos ou de filmagens, eventos publicitários e alguns festivais.
O topfreedom é um movimento que tenta legitimar o o direito de nudez parcial para mulheres (topless), o movimento já ganhou adeptas em várias partes do mundo.
A nudez também é usada em protestos, essa forma de protesto foi popularizada na década de 1960, geralmente são protestos contra guerras ou exploração, ou a favor de direitos.

## Nudez privada

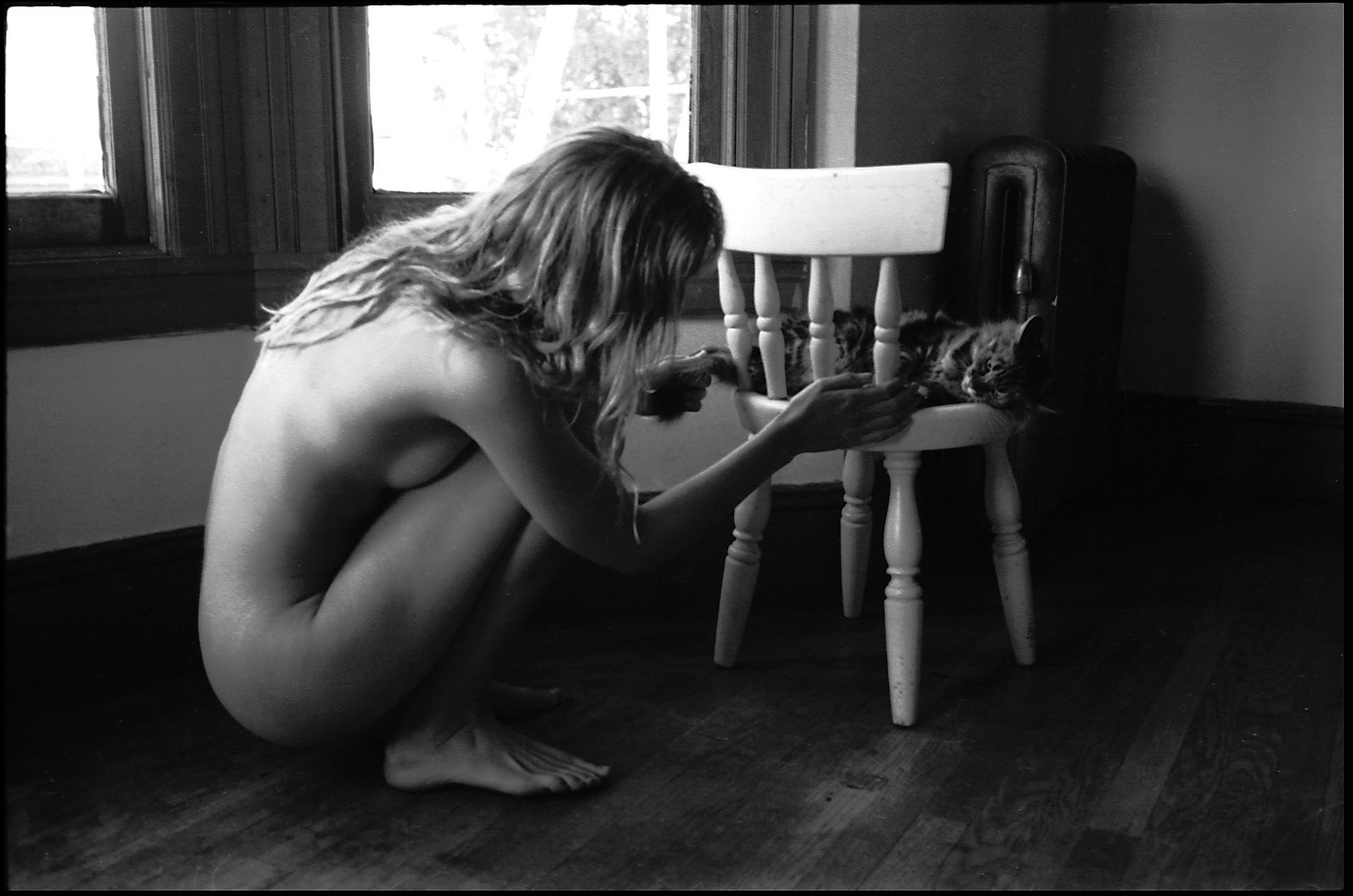
Moça brincando com o gato.

A nudez privada é mais comum, mas varia de acordo com a situação, quando se está sozinha ela é mais comum, quando com um parceiro ela dependerá do nível de intimidade e inibição de um ou do outro, muitas vezes pode ser restrita a cômodos da casa como quarto e banheiro, ou apenas ao interior da casa (excluindo jardim ou quintal), também é possível o caso de nudez em relação à visitantes da casa.

### Crianças
Existem diferentes opiniões sobre se, como e quando os pais podem aparecer nus na frente das crianças, alguns psicólogos infantis como Betty N. Gordon and Carolyn S. Schroeder não veem problema em pais aparecerem nus ou tomarem banho com os filhos, aos 6 anos, as crianças começam a desenvolver o senso de pudor, alguns autores como Bonner recomendam a interrupção da nudez se a criança relacioná-la a sexualidade.
Um estudo de 18 anos feito por Paul Okami concluiu que não existe nenhum efeito negativo relacionado a exposição de nudez dos pais aos filhos, em alguns casos, ela pode ter efeitos benéficos em garotos.
Nos Estados Unidos, um estudo feito por Alfred Kinsey, 3% dos participantes disseram haver nudez frequente em casa, 17% nudez usual, 5% raramente e 75% nunca, o estudo constatou que não houve diferença significativa entre o que foi relatado por homens e mulheres no que diz respeito à frequência de nudez em casa.

### Crianças vendo nudez
Atitudes em relação às crianças ao ver pessoas nuas varia substancialmente, dependendo da cultura da criança, idade e do contexto da nudez. Na televisão, existe o watershed que limita a exibição de nudez de acordo com o horário, algumas legislações permitem exceções justificadas de acordo com o contexto, países escandinavos são conhecidos por serem mais abertos em relação à nudez na televisão.
Em muitas escolas da Europa e dos Estados Unidos, banhos em grupo, separados por gêneros, são comuns em escolas após aulas de educação física, um estudo no Colorado mostrou que estudantes que praticam banho grupal tem uma menor noção de privacidade,  em uma entrevista com o diretor de uma escola de ensino médio, as maiores objeções aos banhos nas escolas vêm dos pais dos alunos.
Em famílias naturistas e nudistas, as crianças tanto praticam, quanto veem familiares e outras pessoas nuas.

### Representações de nudez infantil

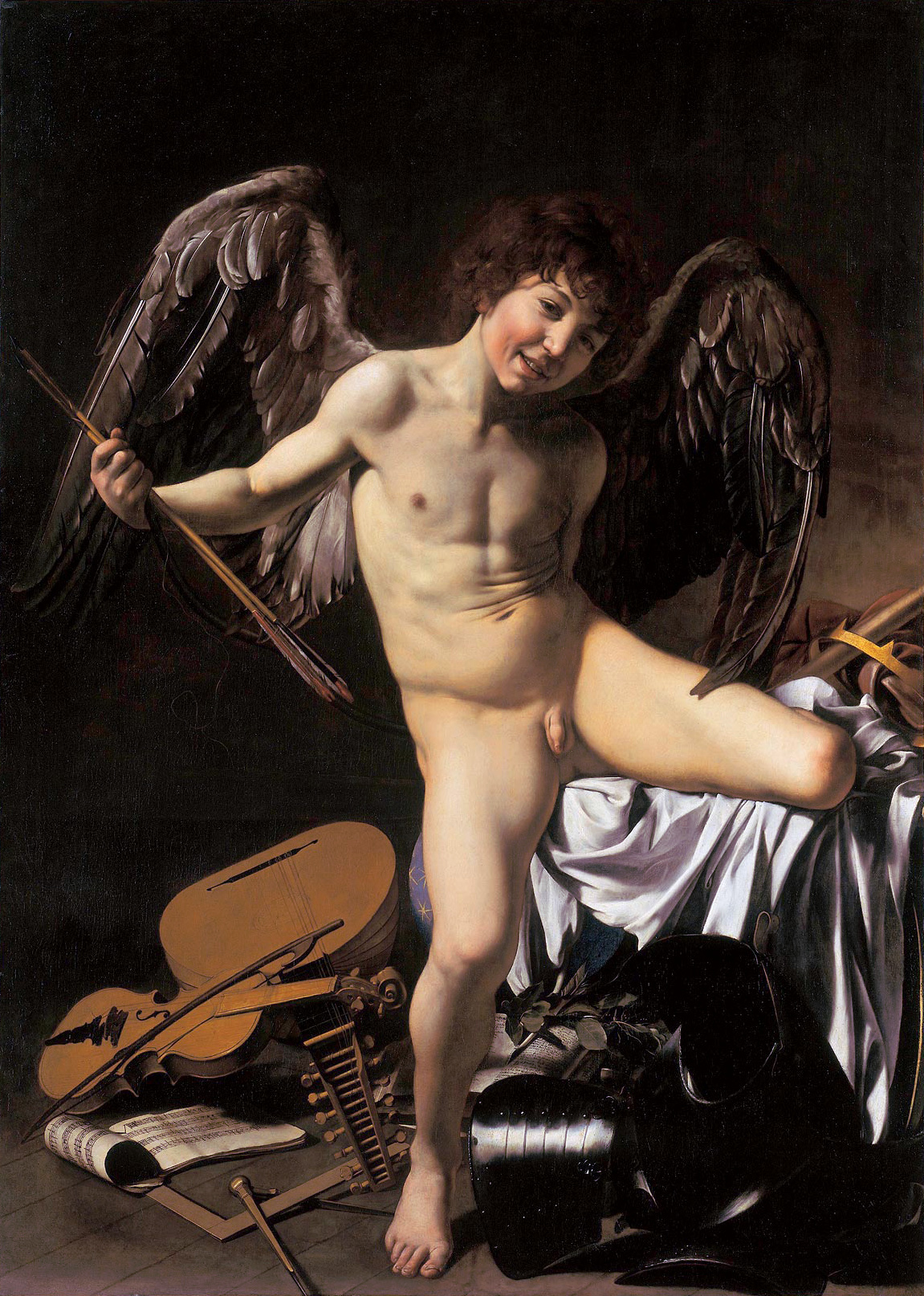
Amor Vincit Omnia de Caravaggio.

A representação de nudez de crianças na arte aparece em praticamente todos os períodos da história da humanidade, durante o período do Renascimento, muitos garotos eram representados em obras de tema cristão, muitas vezes representados como anjos, a nudez infantil era uma representação de pureza, inocência e amor, muitas obras de artistas como Caravaggio e Michelangelo fizeram tais representações.
Durante o século XIX e início do século XX, a nudez infantil parou de ser associada à religião e ganhou um tom mais bucólico, seus principais nomes são Henry Scott Tuke, Otto Lohmüller, Balthus e William-Adolphe Bouguereau, nessa época também foi feita o Manneken Pis, uma das mais famosas esculturas envolvendo nudez infantil.
Durante o século XX, fotógrafos profissionais como Jock Sturges, Sally Mann, David Hamilton, Jacques Bourboulon, Garo Aida, e Bill Henson fizeram fotos de crianças e adolescentes nus para livros, revistas e exposições de arte. Alguns filmes entre a década de 1960 e década de 1980 também apresentavam nudez infantil, sendo o mais famoso deles Pretty Baby de 1978 estrelado por Brooke Shields quando tinha 11 anos, no Brasil, o caso mais famoso foi o do filme Amor, Estranho Amor estrelado pelo ator Marcelo Ribeiro quando tinha 11 anos.
A nudez infantil começou a ser fortemente condenada a partir da década de 1990, a motivação foram os vários casos de abuso sexual que surgiram durante o período, os principais opositores são ativistas cristãos, sendo Randall Terry um de seus principais nomes.
A partir de então, a nudez infantil passou a ser fortemente relacionada ao abuso sexual, Randall Terry tentou sem sucesso retirar imagens de nudez infantil do acervo do Metropolitan Museum of Art, em 2008 a polícia australiana invadiu uma exposição de Bill henson sobre a alegação de pornografia infantil, sendo esse o primeiro incidente da exposição que era realizada desde 1975, logo após Polixeni Papapetrou publicou uma foto nua de sua filha Olympia Nelson na Art Monthly Australia.
Atualmente, muito tem-se questionado à classificação da nudez infantil, correntes conservadoras e religiosas consideram qualquer tipo de nudez infantil (total ou parcial) como pornografia, correntes mais liberais costumam separá-las.

## Nudismo e naturismo

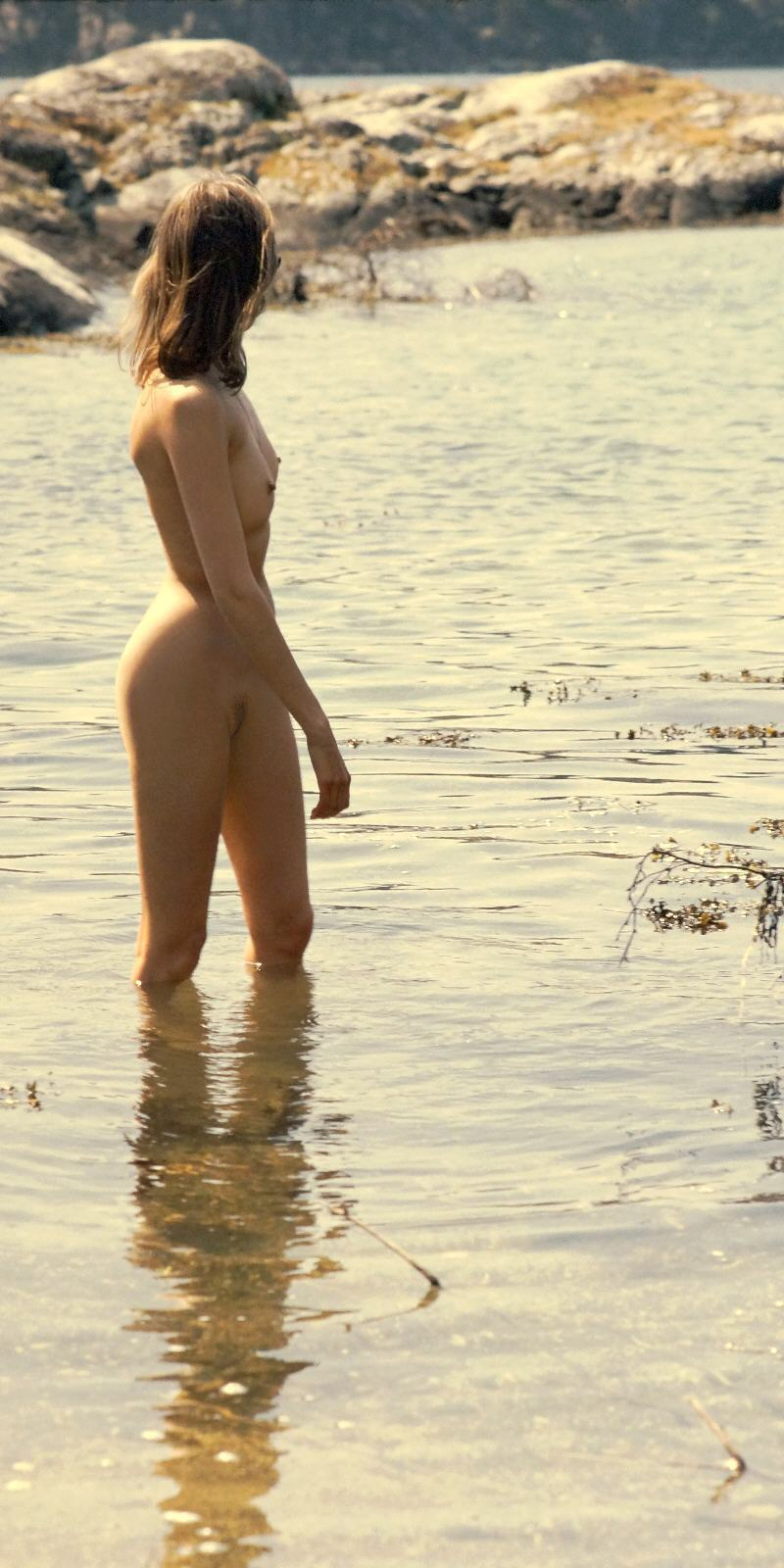
Mulher nua à beira-mar.

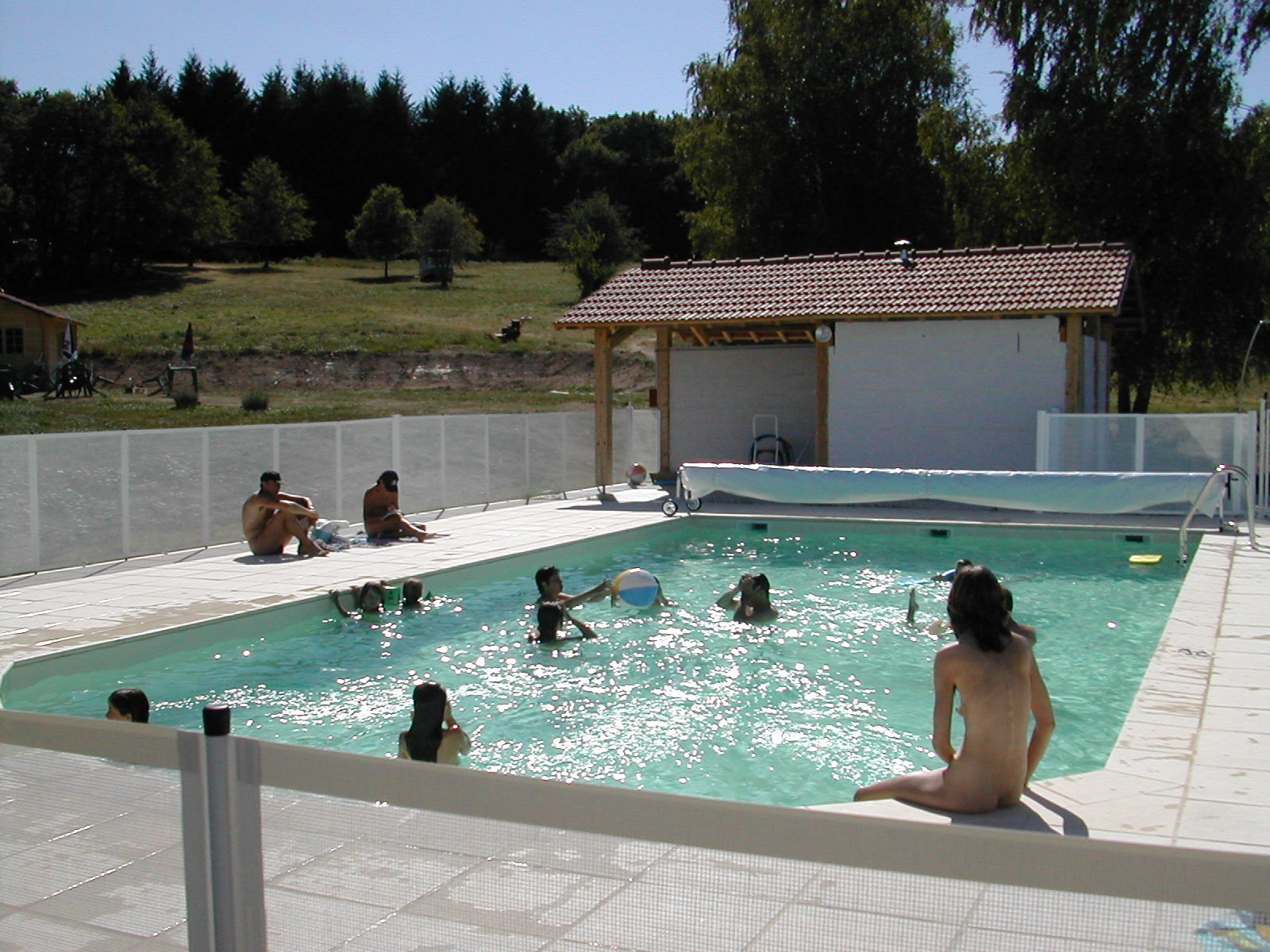
Piscina nudista na França.

O nudismo e o naturismo são dois movimentos culturais que defendem a nudez social, privada e familiar, existindo atualmente em vários países do mundo. O nudismo é simples prática da nudez social, o naturismo é a prática da nudez junto à natureza.
Os locais da prática podem ser permanentes ou temporários, fechados ou abertos. Os locais mais comuns da prática de nudismo são as praias, lagos e rios que costumam ser permanentes, algumas cidades possuem locais de nudismo em área urbana. Também podem existir chácaras, clubes, hotéis, casas, ou piscinas, esses locais costumam praticar o nudismo temporariamente.
O órgão representativo internacional do naturismo é a Federação Internacional de Naturismo, algumas localidades possuem uma legislação específica para a prática do nudismo. Os membros geralmente são classificados como permanentes ou visitantes. A nudez pode ser obrigatória ou facultativa, dependendo das regras do lugar. Naturistas costumam relatar benefícios filosóficos, espirituais, pedagógicos, de saúde, de relacionamento, entre outros.

## Nudez no banho

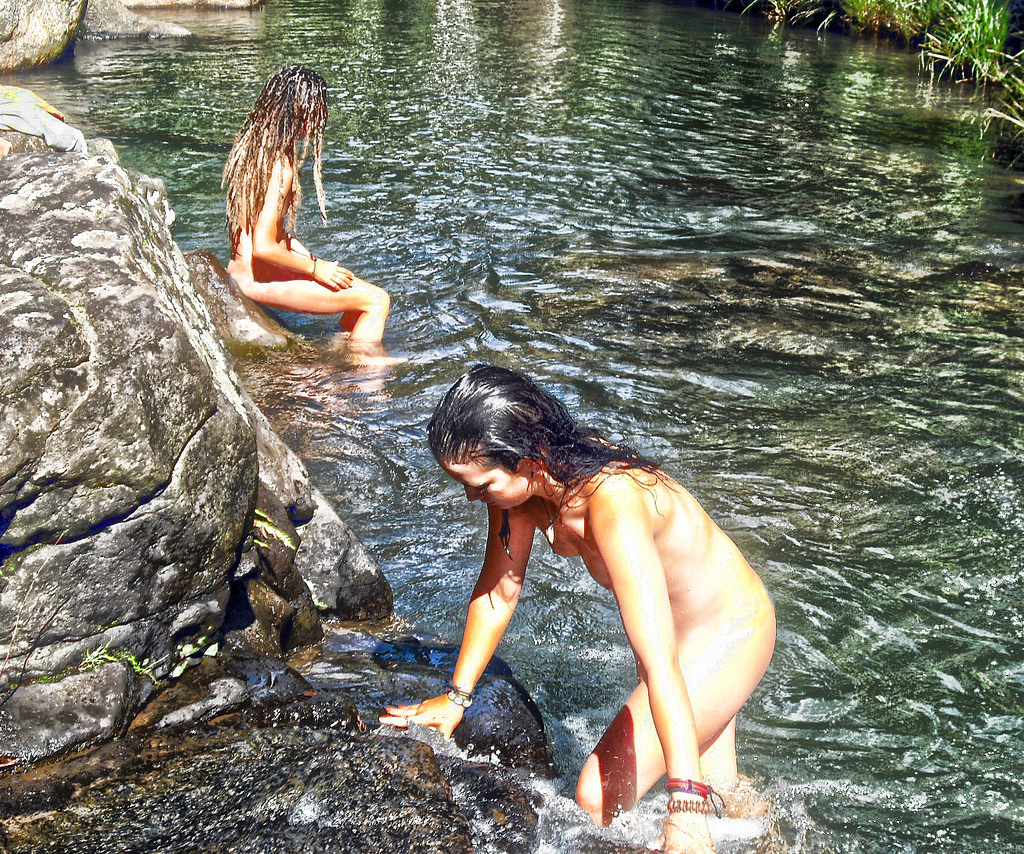
Banho em um rio.

A nudez no banho é necessária para manter a higiene humana, os banhos podem ser individuais ou coletivos, os banhos podem ser praticados em espaços públicos ou privados, sendo naturais ou em construções humanas.

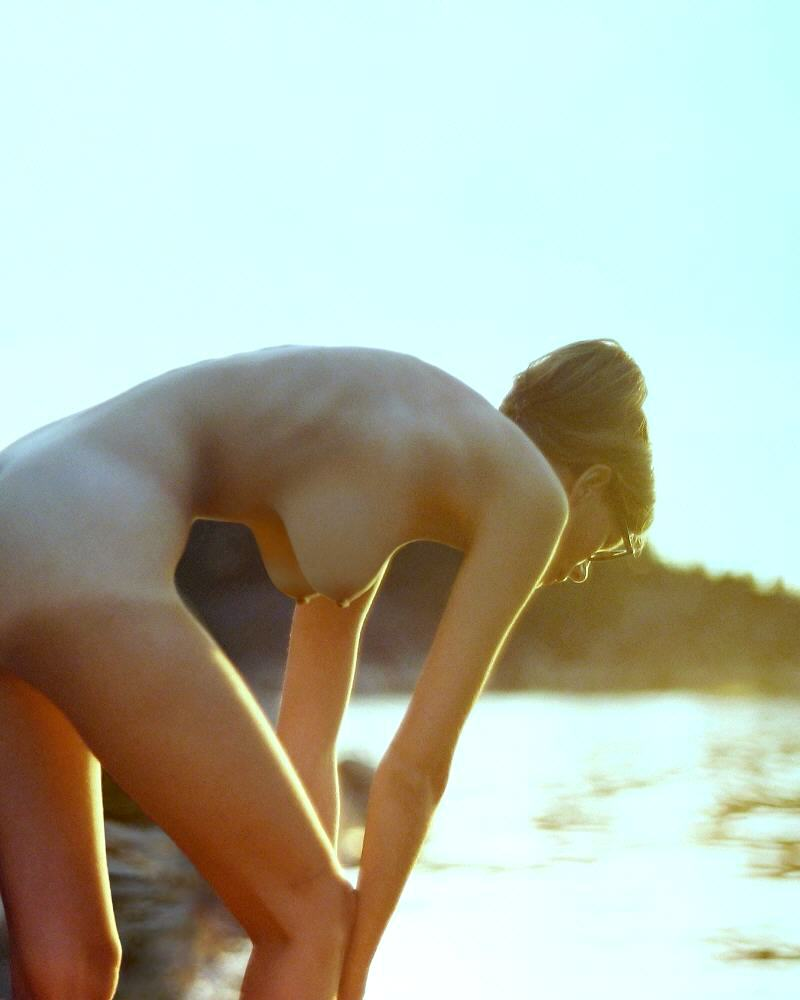
Mulher à beira da praia, 1969.

A Civilização do Vale do Indo praticava banhos coletivos como forma de purificar suas almas. Em países escandinavos, é popular o uso de saunas. No Japão, Sentō e Onsen são locais de banhos coletivos.
O banho em rios, lagos e praias são os espaços públicos mais comuns, atualmente, o banho de rio é pouco praticado, sendo mais comum em lagos ou em praias quando reservados para isso. Espaços abertos como fontes de praças raramente são utilizados.
Em representações artísticas, o banho é um tema recorrente utilizado por pintores para representar a beleza da nudez feminina, como se percebe em obras dos mais variados nomes da pintura clássica.

## Nudez na mídia

### Cinema dos Estados Unidos

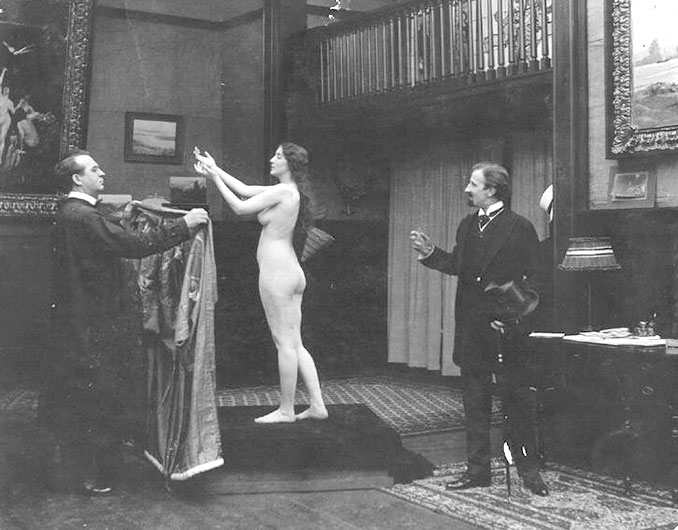
Inspiration (1915), o primeiro filme estadunidense não pornográfico que apresentou cenas de nudez.

A representação da nudez em filmes americanos sempre foi controversa. Vários filmes da era silenciosa de Hollywood já apresentavam nudez de uma forma artística e não sexual. Em resposta às objeções de vários grupos conservadores, as cenas de nudez foram proibidas de filmes produzidos pelos grandes estúdios em 1934 pelo Código das Produções da Motion Picture Association of America (Associação de Filmes dos EUA) - conhecido popularmente pelo nome de Código Hayes. Tal Código dizia que os filmes só poderiam ser exibidos nos cinemas norte-americanos após receberem um selo de aprovação de um júri formado por membros da MPAA. A forte censura regeria até o ano de 1964, quando o filme The Pawnbroker - que mostrava os seios completamente nus de uma mulher - recebeu aprovação do júri da MPAA. Anteriormente a esse filme, apenas alguns documentários e filmes estrangeiros mostravam cenas de nudez sem serem perseguidos pela censura do Código das Produções. Em 1959, o filme The Immoral Mr. Teas se tornou o primeiro filme da indústria erótica a ser exibido em cinemas (antes disso os filmes pornográficos eram exibidos em bordéis como forma de estimular os clientes).
Com a instituição voluntária do sistema de classificação por faixa etária pela MPAA em 1968, a nudez finalmente pôde ser legitimadamente incluída num filme comercial de sucesso. Desde então, vários filmes começaram a usar a nudez em níveis variados; no entanto, a nudez frontal ainda é muito mais presente no cinema europeu do que no norte-americano. Nos Estados Unidos, a violência é muito mais aceita na mídia do que a nudez, ao contrário da Europa.

### Cinema do Brasil
Assim como no cinema estadunidense, a nudez sempre esteve presente no cinema brasileiro. Houve aparições esporádicas nos primeiros filmes produzidos no país - especialmente em documentários sobre povos nativos -, mas as cenas de nudez começaram a aparecer de maneira constante nos filmes a partir da primeira metade década de 1960. Em 1962, Norma Bengell aparece nua no filme Os Cafajestes, naquela que é reconhecida como a primeira cena de nu frontal do cinema comercial brasileiro. Em 1964, ocorreu o golpe militar no país, mas ainda demoraria alguns anos para que a censura fosse imposta de modo mais forte. Nessa época era comum homens aparecendo expondo apenas a parte posterior de seu corpo; em 1966 Paulo José expôs seu derrière em Todas as Mulheres do Mundo e em 1968 em O Homem Nu, por exemplo. Com o decreto do AI-5 no ano de 1968, a censura ganhou mais força e os filmes sofreram com isso. A partir daí a nudez era constantemente banida de filmes. Na segunda metade da década de 1970, com o enfraquecimento da ditadura, surgem as pornochanchadas - comédias eróticas com as mais variadas cenas de nudez; todas elas super sexualizadas. Fora do gênero, a nudez de natureza não-sexual é explorada novamente, enquanto outros filmes exploram as cenas de sexo baseando-se na crença de que "sexo vende". A nudez continuou muito presente nas décadas seguintes no cinema brasileiro, ocorrendo a desbanalização do frontal masculino. Hoje, todos filmes produzidos no país recebem uma classificação indicativa do Ministério da Justiça e só podem ser vistos por pessoas de certa faixa etária específica.

### Televisão

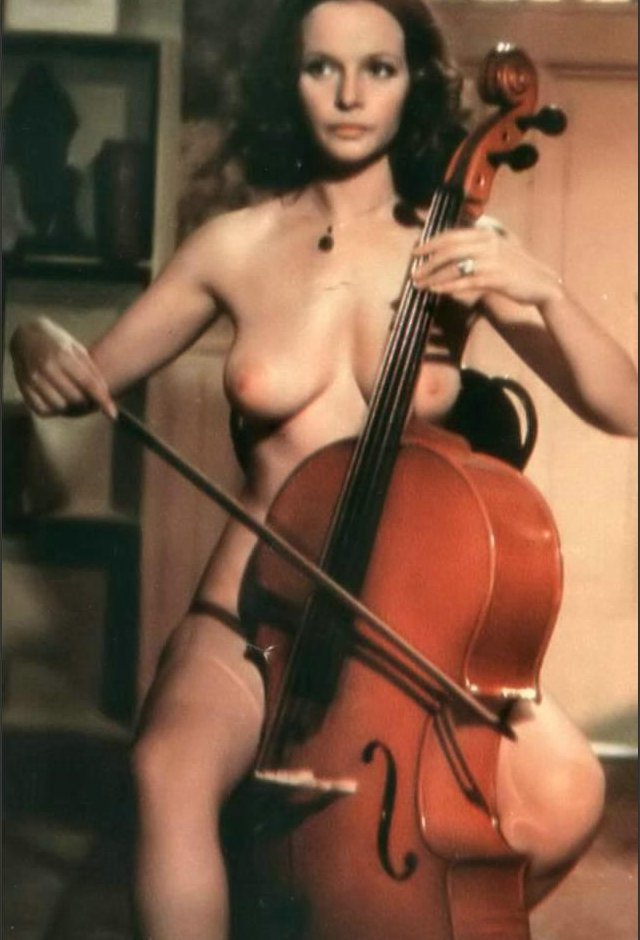
A atriz italiana Laura Antonelli em um uma cena do filme Il merlo maschio (1971), de Pasquale Festa Campanile.

Apesar de ser muito comum haver nudez nos programas das redes de televisão brasileiras e europeias, essa prática é muito incomum na televisão estadunidense. Ao longo dos anos, houve aparições esporádicas de pessoas nuas em programas feitos pelas redes abertas de televisão dos Estados Unidos, como na minissérie Raízes e no seriado Nova Iorque Contra o Crime.

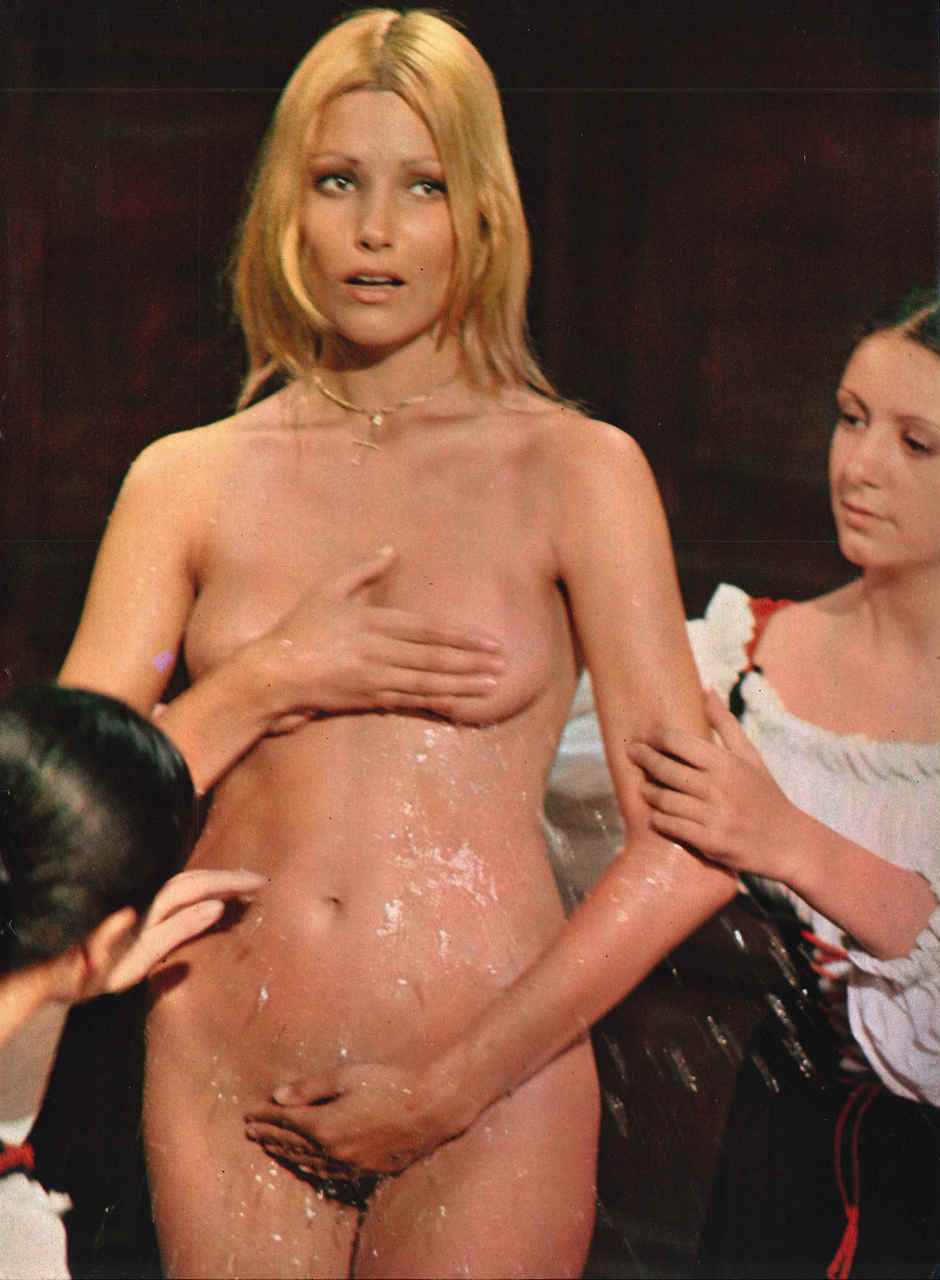
A atriz sueca Janet Agren em uma cena do filme Racconti proibiti... di niente vestiti (1972), de Brunello Rondi.

A rede pública PBS exibia alguns filmes da BBC com nudez envolvida. Alguns filmes que contêm nudez, quando exibidos na televisão têm suas cenas mais fortes cortadas ou editadas com tarjas pretas. O único filme a ser exibido em sua versão original, com palavras pejorativas e nudez, foi A Lista de Schindler pela NBC em 23 de fevereiro de 1997. Alguns canais da televisão a cabo, como HBO e Showtime, exibem os filmes em suas versões originais. Esses canais também produzem seus próprios filmes, séries e documentários, com palavras profanas e nudez, como Sex and the City e Oz.
Recentemente, com o escândalo do Super Bowl XXXVIII, as redes de televisão temem ser multadas por exibirem cenas de nudez em seus seriados. Agora, as novelas, os filmes, os seriados e até mesmo os programas de esporte do horário nobres, estão sobre constante vigilância da FCC (Comissão Federal das Comunicações). Curiosamente, as cenas de nudez apresentadas em séries de animação (como em Os Simpsons e Family Guy) não causam multas para as redes que os exibem.
A nudez total na televisão é mais encontrada em canais de sexo explícito e relacionada a relações sexuais ou programas de striptease, um dos poucos programas com teor de nudez que ganhou notoriedade foi o Naked News, criado no Canadá que consiste de um programa de notícias apresentado por repórteres fazendo striptease ou em nudez total.

## Nudez e religião
As opiniões sobre nudez variam de acordo com as religiões.
Religiões abraâmicas como o cristianismo, o judaísmo e o islão reconhecem a existência de Adão e Eva, no cristianismo a nudez é associada ao pecado original, o judaísmo não considera a nudez pecado, no islão as roupas são consideradas uma proteção contra o mal.

### Cristianismo

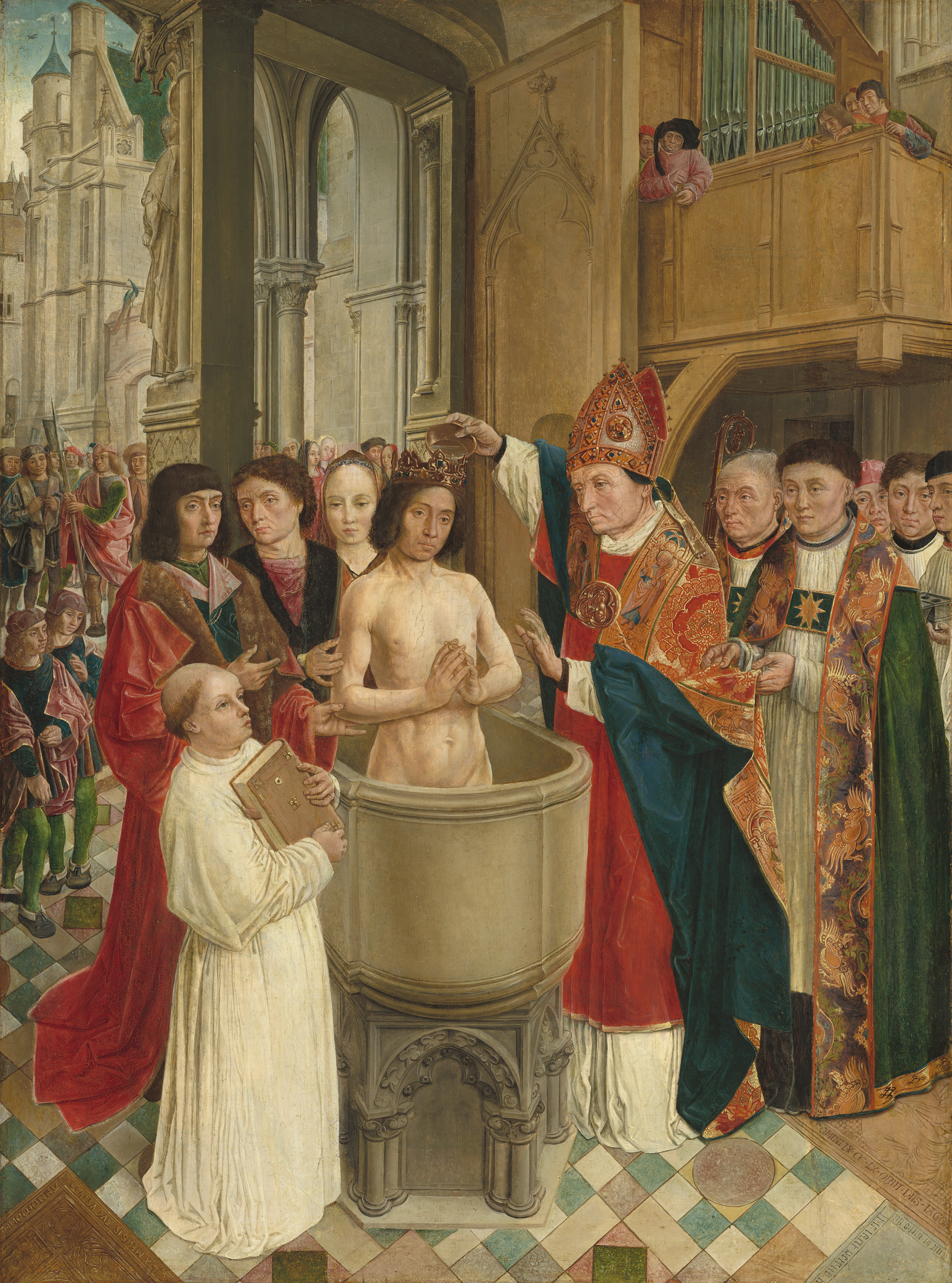
Batismo de Clóvis I.

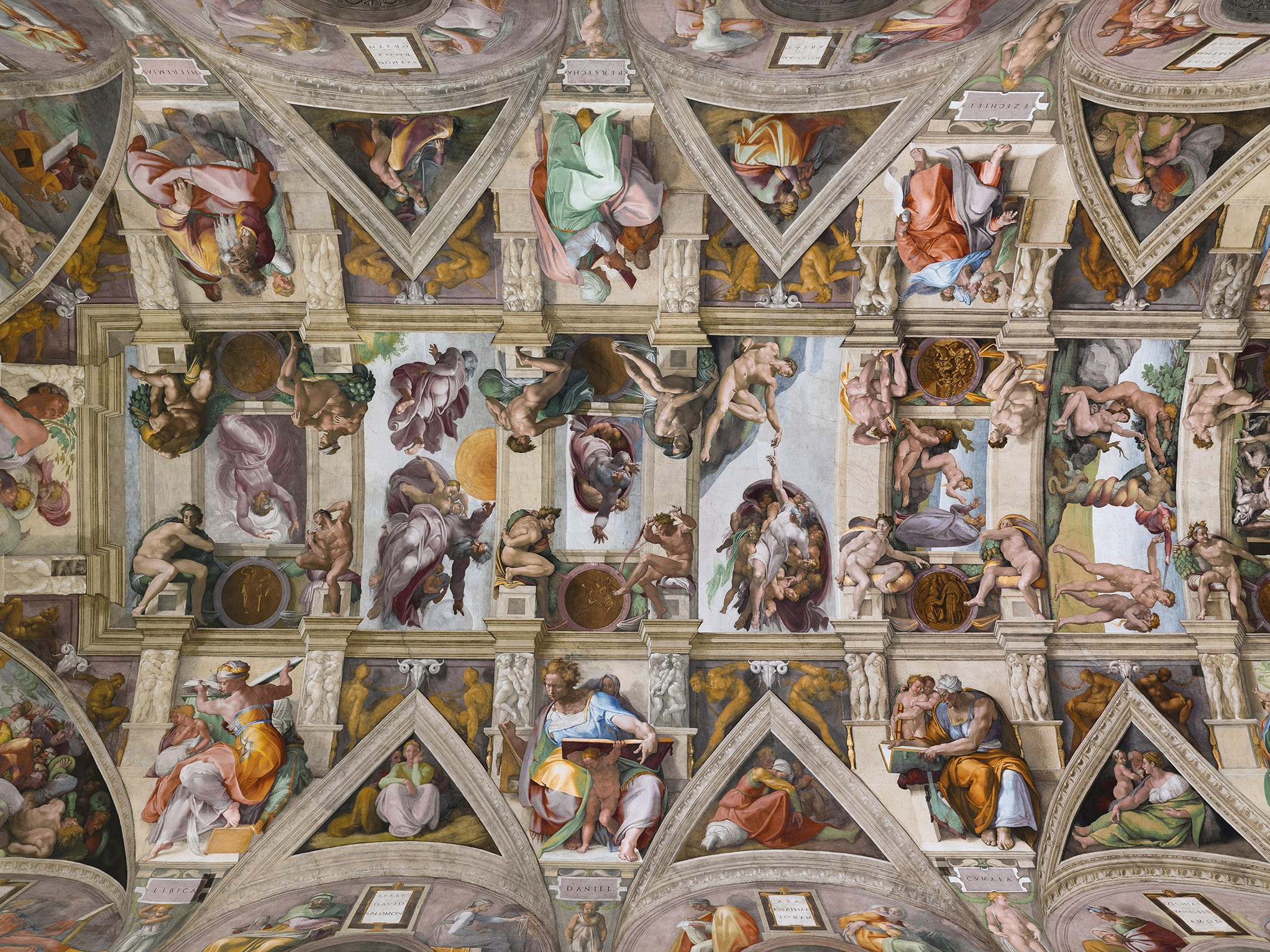
Representações de nudez nos afrescos do Teto da Capela Sistina do Vaticano.

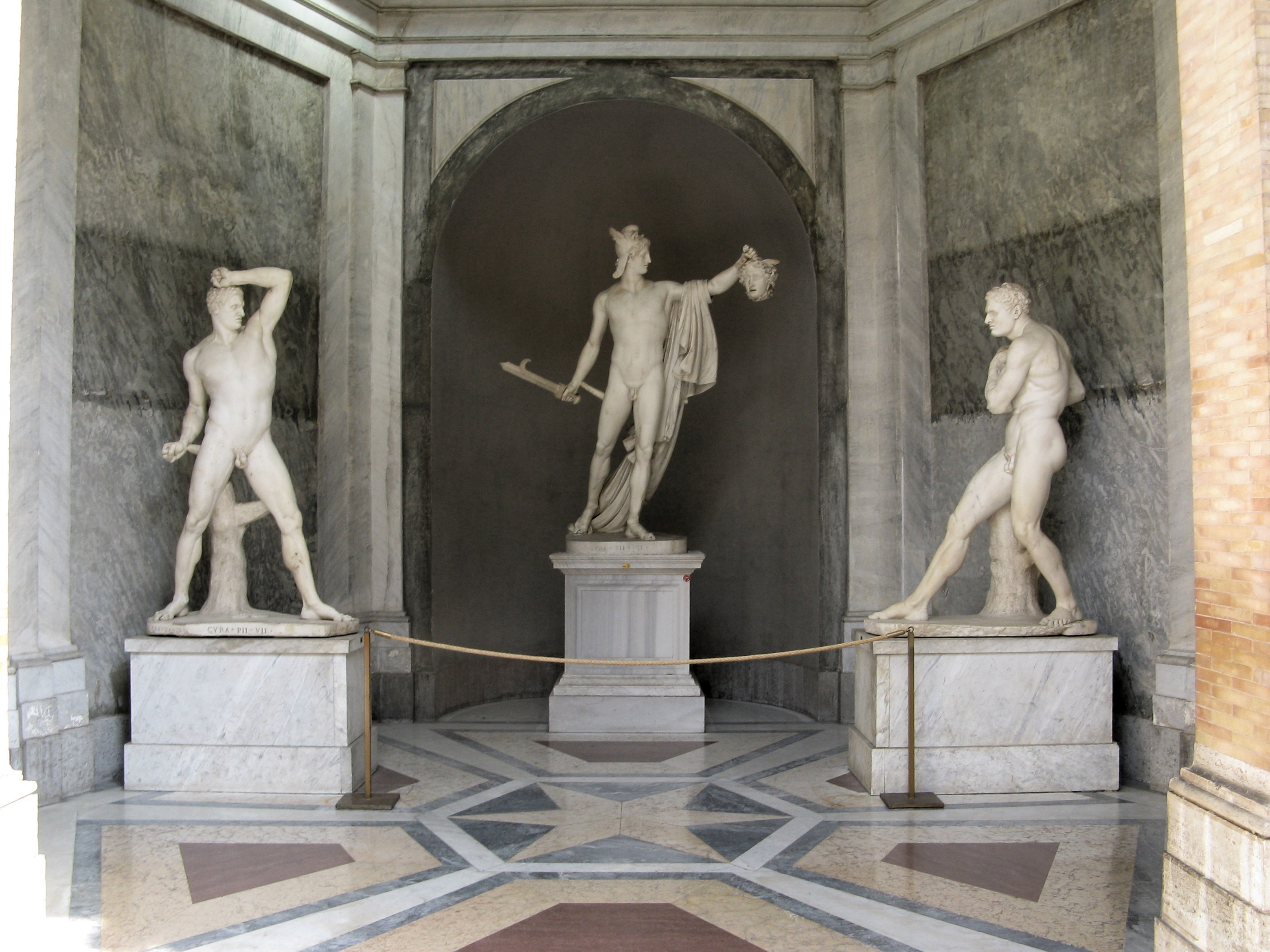
Representação de nudez nas estátuas de Perseu, Creugas e Damoxenos no Museu do Vaticano.

No cristianismo, no evangelho segundo João descreve Pedro Simão pescando nu em um barco e se veste logo quando encontra Jesus, o Livro de Isaías e o primeiro dos Livros de Samuel descrevem Saul pregando nu. A primeira liturgia registrada do batismo, escrito por São Hipólito de Roma, em sua "Tradição Apostólica", exigiu homens, mulheres e crianças para remover toda a roupa, incluindo todos os objetos estranhos, como joias e presilhas de cabelo. Esta prática é refletida na arte cristã primitiva representando o batismo.
Com o passar do tempo, as atitudes de nudismo no cristianismo ficaram mais restritas e os batismos passaram a ser realizados com roupas, algumas igrejas ortodoxas ainda mantém os batismos nus.
Uma passagem do livro Amor e Responsabilidade escrito pelo Papa João Paulo II em 1960 diz: "O corpo humano pode permanecer nu e descoberto e preservar intacto o seu esplendor e sua beleza ... Nudez como tal não deve ser equacionado com descaramento físico ... Imodéstia está presente apenas quando a nudez desempenha um papel desfavorável no que respeita ao valor da pessoa ... O corpo humano não é, em si vergonha ... Falta de vergonha (como vergonha e pudor) é uma função do interior de uma pessoa."
A tradição cristã não ensina a nudez como algo errado, mas alguns cristãos aceitam somente a nudez entre casais ou entre pais e filhos.
Durante o Renascimento, a Igreja Católica foi uma das principais patrocinadoras da arte com tema religioso, sendo Caravaggio e Michelangelo seus principais nomes, muitas das obras incluíam afrescos e estátuas com nudez total de homens, mulheres e crianças, muitas dessas obras estão espalhadas por várias igrejas na Europa, sendo o Teto da Capela Sistina uma das mais famosas artes com nudez do mundo.
A visão de nudez no cristianismo sempre mudou de acordo com a época, nos primeiros séculos, para os Adamitas a nudez social era prática comum, cristãos naturistas mantêm a nudez social como prática comum, com a premissa de que o corpo humano em seu estado natural é a maior das criações de Deus e que a morte de Cristo substituiu o sacrifício de sangue na tomada de peles de animais depois de Adão e Eva desobedeceram a Deus no Jardim do Éden, além disso, o fato de cobrirem suas vergonhas teria sido uma própria decisão dos dois, que foi insuficiente.

## Nudez forçada
A nudez também pode ser usada como punição ou humilhação, principalmente quando feita em público, por causar grande vergonha quando uma pessoa está nessa condição contra a vontade dela. Durante a caça às bruxas, as supostas bruxas eram despidas, na tentativa de encontrar quaisquer marcas que servissem de evidência. Já durante a II Guerra Mundial, a nudez era usada para humilhar prisioneiros em campos de concentração. Também acontece em formas extremas de bullying e trotes, em que a vítima é despida a força ou obrigada a ficar nua, situação que pode acontecer durante assaltos em que as vítimas são obrigadas a entregar suas roupas, sempre com o objetivo humilhar, causar vergonha e constrangimento.
Em 2003 houve um caso de tortura e abuso na Prisão de Abu Ghraib no Iraque por parte de militares dos Estados Unidos.

## Sexualidade

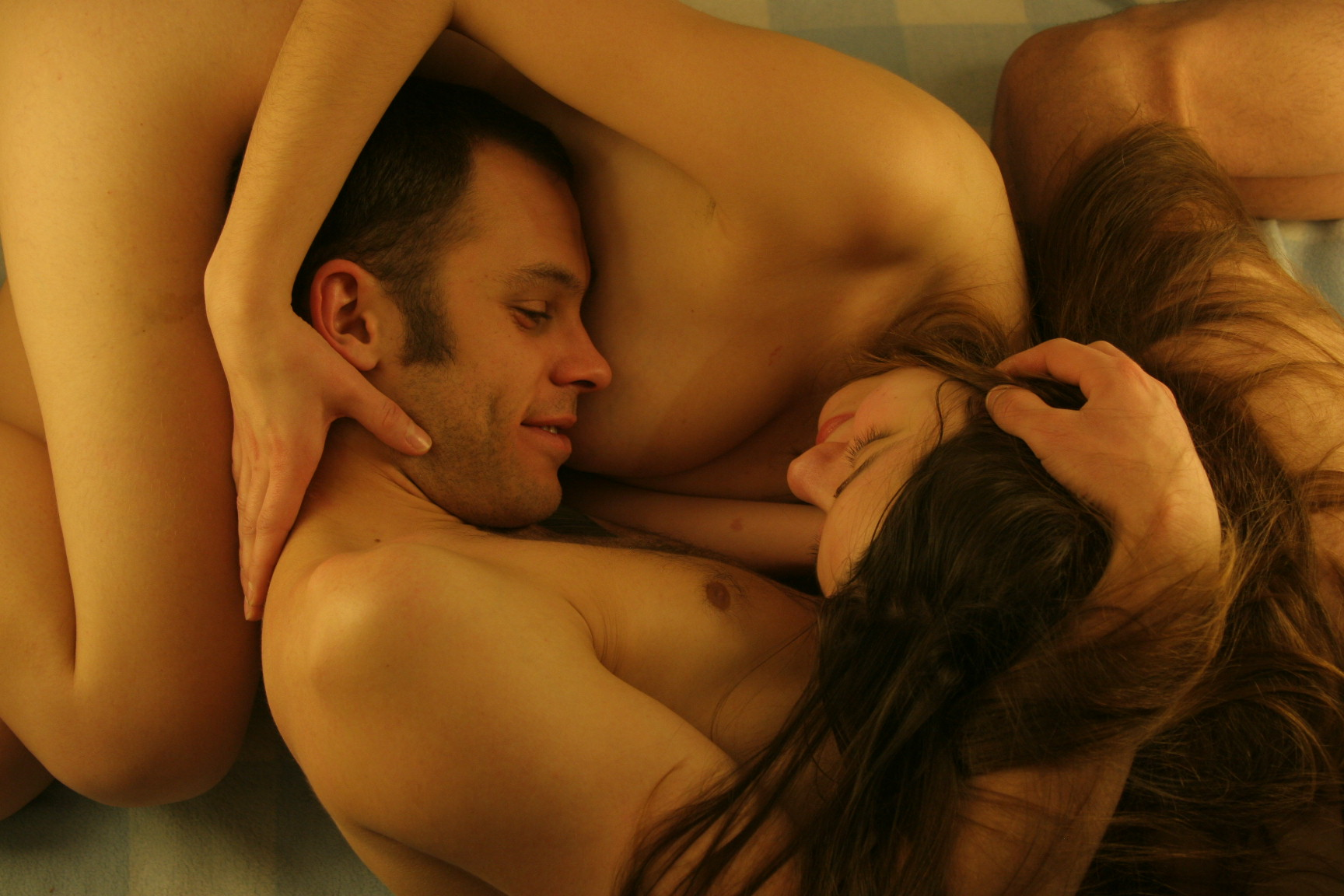
Casal nu.

Na maioria das sociedades, a nudez é relacionada à sexualidade. Muitas pessoas são sexualmente atraídas pelo erotismo, sendo a nudez uma expressão de intimidade e romantismo e a principal forma de relações sexuais. As partes íntimas também são zonas erógenas e geram muita excitação sexual através da visão e do toque. A nudez está em grande escala na pornografia, na prostituição, em prostíbulos e em danças como striptease.
Nem sempre a nudez é relacionada à sexualidade, como exemplo nos casos de desenho anatómico, de naturismo, nu artístico, artes cênicas.